# Maria Zemankova
Maria Zemankova (nascuda el 6 de gener de 1951) és una científica de la computació coneguda per la seva teoria i implementació del primer sistema difús de base de dades relacional la primera Base de dades Relacional.
Aquesta recerca ha esdevingut important per a la gestió de consultes aproximades en bases de dades. Actualment és directora de programa a la Divisió de Sistemes Intel·ligents d'Informació de la Fundació de Ciència Nacional. És la primera destinatària (l'any 1992) del premi SIGMOD per la seva feina en la concepció d'iniciatives dins recerca en bases de dades científiques i biblioteques digitals. Va obtenir el doctorat en informàtica l'any 1983 a la Universitat Estatal de Florida per la seva feina en Sistemes de Bases de dades Relacionals Difuses.